# Desa Puteran (administrativ by i Indonesien, lat -6,71, long 107,39)
Desa Puteran är en administrativ by i Indonesien.   Den ligger i provinsen Jawa Barat, i den västra delen av landet, 80 km sydost om huvudstaden Jakarta.